# Feri Graf
Feri Graf (engl. Ferry Graf, 14. decembar 1931. u Ternicu) je austrijski pevač.
Godine 1959, austrijski emiter Österreichischer Rundfunk (ORF) odabrao je Grafa da predstavlja zemlju na Pesmi Evrovizije 1959. godine, sa pesmom "Der K und K Kalipso aus Wien" (K i K Kalipso iz Beča). Pesma je delila deveto mesto od 11 pesama sa Švedskom sa 4 osvojena boda. Pesma "Der K und K Kalipso aus Wien" nije doživela komercijalni uspeh. 
Nakon učestvovanja na Pesmi Evrovizije, Graf je imao nekoliko nastupa na austrijskoj i njemačkoj televiziji, te je glumio u emisiji "ZDF Hitparade" iz 1969. godine. Sedamdesetih godina se preselio u Finsku, gde je osnovao sopstveni bend sa kojim je izvodio Hilbili muziku, kao i nemačke verzije klasičnih pesama Elvisa Prislija.
Feri Graf ima finsko državljanstvo i živi u Jiveskilu.